# Maurane
Claudine Luypaerts, llamada Maurane (Ixelles, Región de Bruselas-Capital; 12 de noviembre de 1960-Schaerbeek, Región de Bruselas-Capital; 7 de mayo de 2018), fue una cantante belga.

## Biografía
Su padre era director de la Académie de Musique de Verviers, y de adolescente se presentó a varios concursos de talentos. En 1979 participó en el espectáculo «Brel en mille temps», con Philippe Lafontaine, y fue cuando la descubrió el compositor francés Pierre Barouh.
Consiguió pequeños contratos, en cafés o como corista de Jo Lemaire o Philippe Lafontaine, hasta que en 1986 sacó su primer disco. 
Tiene una hija llamada Lou con el cantante Pablo Villafranca.

## Honores
- 1986 - Prix Rapsat-Lelièvre
- 2001 - Caballero de la Orden de las Artes y las Letras de Francia.
- 2003 - Caballero de la Orden de la Corona (Bélgica)
- 2011 - Oficial de la Orden de las Artes y las Letras de Francia.

## Discografía seleccionada
- Singles
  - 1986: Danser
  - 1988: Les uns contre les autres - Toutes les mamas
  - 1989: Tout pour un seul homme - Pas gaie la pagaille
  - 1990: Où es-tu ?
  - 1991: Du mal - Mentir
  - 1992: Sur un prélude de Bach - Ami ou ennemi - Qui es-tu Marie-Jeanne ?
  - 1993: Ça casse - Décidément
  - 1994: Boom (en concert)
  - 1996: Différente quand je chante - Le paradis c'est l'enfer - Juste une petite fille
  - 1997: Tout va bien dans ce monde
  - 1998: L'un pour l'autre - Les yeux fermés
  - 1999: Désillusionniste - Chanson de l'autruche (Émilie Jolie) - La chanson des vieux amants (en concert)
  - 2000: Pour les âmes, pour les hommes - Qui à part nous ? - Il neige des e-mails
  - 2001: Toi du monde
  - 2003: Tout faux - Quand les sangs
  - 2004: Tu es mon autre (con Lara Fabian, nominada a Victoires de la Musique)
  - 2004: Des millions de fois

- Álbumes
  - 1986: Danser - HLM
  - 1988: Starmania (Rôle de Marie-Jeanne)
  - 1989: Maurane
  - 1991: Ami ou ennemi
  - 1994: Une fille très scène
  - 1996: Différente - Les années Saravah
  - 1998: L'un pour l'autre
  - 1999: Collection master série - Maurane à l'Olympia
  - 2000: Toi du monde
  - 2003: Quand l'humain danse
  - 2007: Si Aujourd'hui
  - 2009: Nougaro ou l’espérance en l’Homme (versiones de Claude Nougaro)
  - 2011: Fais-moi une fleur
  - 2011: Carnet de Mô

## Filmografía
- 1987: Carnaval de Ronny Coutteure - (TV).
- 1998: Le comptoir de Sophie Tatischeff.
- 2005: Palais Royal ! de Valérie Lemercier.